# Veronika Handlgruber
Veronika Handlgruber-Rothmayer (* 7. Februar 1920 in Wien; † 6. September 2003 ebenda) war eine österreichische Lyrikerin, Kinder- und Jugendbuchautorin. Handlgruber-Rothmayer war Tochter eines Landarztes aus Haidershofen in Niederösterreich, maturierte in Steyr und studierte in Wien Neuere deutsche Philologie. Sie lebte ihr gesamtes Leben lang mit ihrem Mann, Walter Handlgruber, in Steyr (Oberösterreich). Veronika Handlgruber war mit den ebenfalls in Steyr lebenden Schriftstellerinnen Marlen Haushofer und Dora Dunkl befreundet.

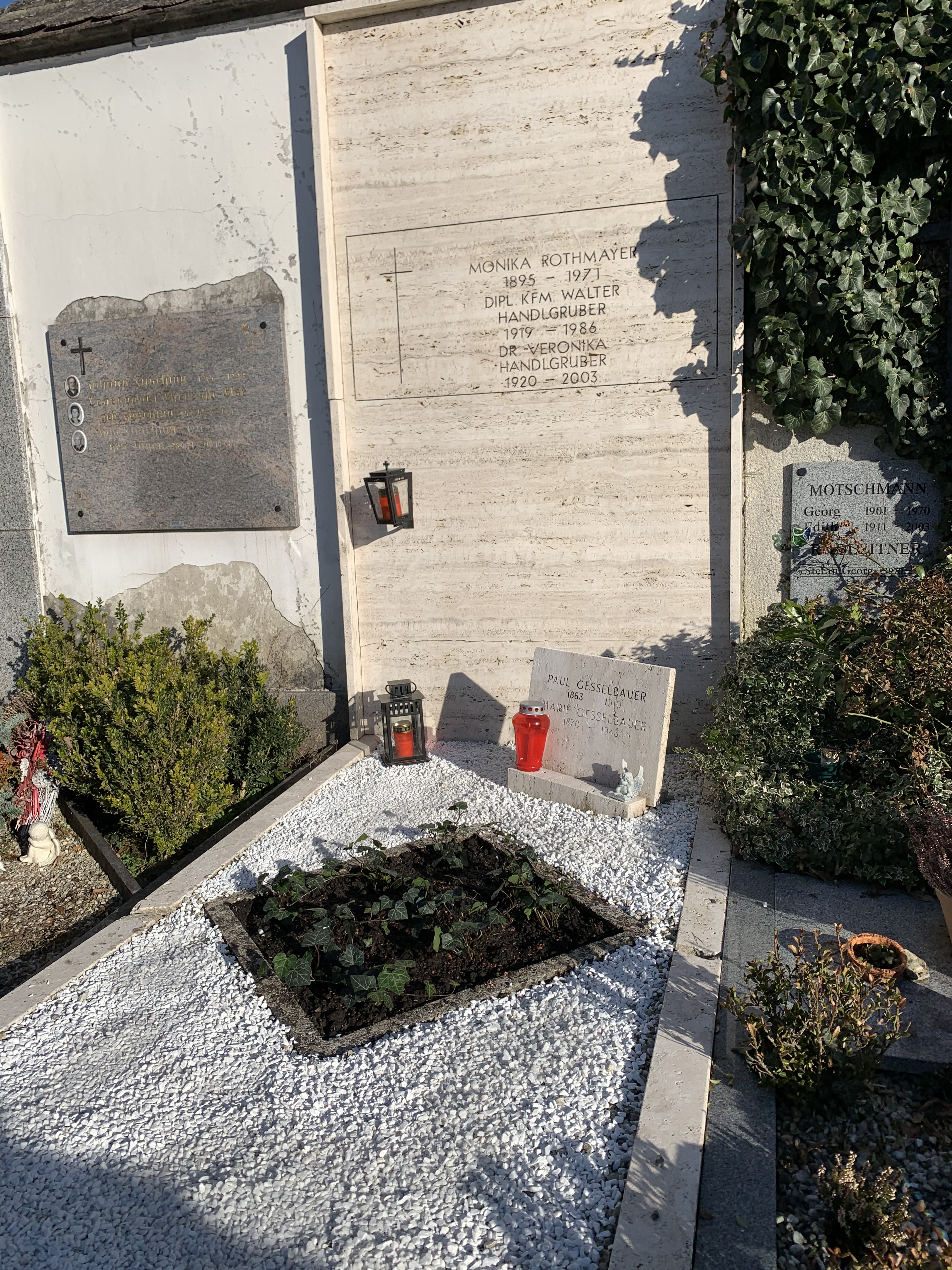
Grab am Steyrer Taborfriedhof

## Werke
- Moni geht zum Arbeitsdienst (1941, Deutscher Verlag für Jugend und Volk, Wien)
- Aquas Reise (1943, Deutscher Verlag für Jugend und Volk)
- Die Zwillinge Loni und Moni (1949 Kinder/Jugendbuch, Verlag Breitschopf)
- Ruf und Tröstung (1949, Donau-Verlag Wien)
- Das Traummännlein (1950, Kinder/Jugendbuch, Verlag für Jugend und Volk)
- Es begann mit einem Luftballon (1952, Kinder/Jugendbuch, Verlag für Jugend und Volk)
- Die zwölf Monate und der Waldheimzwerg (1953, Waldheim-Verlag Wien)
- Die geteilten Zwillinge (1955, Kinder/Jugendbuch, österr. Buchverlag)
- Das andere Gesicht (1961, Lyrik – Prosa, Verlag Kulturamt)
- Ferien in Paris (1974, Kinder/Jugendbuch, Breitschopf Wien, ISBN 3-7004-1056-5)
- Das Steyrer Kripperl (1980, Verlag Ennsthaler, ISBN 978-3-85068-084-4)
- Brich nicht die Siegel (1985, Lyrik – Prosa, Verlag Ennsthaler, ISBN 978-3-85068-202-2)

| Personendaten    | Personendaten                                            |
| ---------------- | -------------------------------------------------------- |
| NAME             | Handlgruber, Veronika                                    |
| ALTERNATIVNAMEN  | Handlgruber-Rothmayer, Veronika (vollständiger Name)     |
| KURZBESCHREIBUNG | österreichische Lyrikerin, Kinder- und Jugendbuchautorin |
| GEBURTSDATUM     | 7. Februar 1920                                          |
| GEBURTSORT       | Wien                                                     |
| STERBEDATUM      | 6. September 2003                                        |
| STERBEORT        | Wien                                                     |